# 2004年印度尼西亞立法選舉
2004年印度尼西亞立法選舉在2004年4月5日舉行，改選印度尼西亞立法機構人民協商會議（人協）的所有議席，包括包括人民代表會議（下議院，俗稱國會）550席和地方代表理事會（上議院）128席。本次選舉是2002年人協修改憲法後舉行的第一場立法選舉，按此，從本屆選舉開始，人協由國會和地方代表理事會組成，所有議席均由直選產生，並廢除軍隊預留席位。根據新選舉法，參選政黨必須在國會或地方議會擁有一定數量的議席，所以本次選舉共有24各政黨參選，比上屆立法選舉（1999年）少了一半。
最終結果顯示新秩序時期的執政黨專業集團黨擊敗鬥爭派民主黨，成為得票第一大黨，繁榮公正黨和新成立的民主黨也總共贏得14.8%的選票。根據最終的議席分配結果，上述四個政黨和民族覺醒黨、建設統一黨、國民使命黨都取得在年中首次總統直選中提名總統候選人的資格。分析認為專業集團黨之所以擊敗鬥爭派民主黨，並不是因為專業集團黨支持度上升，而是因為鬥爭派民主黨支持度下跌；宗教因素也影響了選民投票的意向。
本次選舉與地方議會選舉同步舉行，有傳媒形容這次選舉是直至當時為止，民主政治史上最複雜的選舉。

## 背景
2002年，人民協商會議（人協）在舉行年度全體會議期間通過了14項印尼憲法修正案，調整了立法機構的架構。按此，自2004年起，人協由人民代表會議（國會）和新設立的地方代表理事會組成，所有議席均由直選選出，38個軍隊預留席位則悉數廢除。。和開放正、副總統直選一樣，人協架構的重組是印尼政治改革的一大步，目的是令印尼變成一個完全民主的國家。
2003年7月13日，梅加瓦蒂·蘇加諾普特麗總統簽署了一份關於人協架構的法案，該法案規定國會由550名議員組成，地方代表理事會則由128名議員組成（但不可超過國會議員人數的三分之一），每個省區各選出4名議員。

## 競選活動
報名期間共有150個政黨向法律與人權部登記參選，但只有50個政黨通過初步審查，之後選舉委員會再進行審查，把參選政黨數目減少到24個，比1999年立法選舉的48個政黨少了一半。參選政黨數目減少的一大原因是新選舉法規定立法選舉的參選政黨必須在國會佔有2%的議席，或在地方議會佔有3%的議席，只有6個政黨符合上述資格，其餘政黨則需要合併或改組為新政黨，以取得參選資格。
競選期自3月11日開始，至4月1日結束，但被峇里島的安寧日斷成兩截。競選期間，各政黨可舉行造勢活動，向選民闡述其政綱。選委會希望參選政黨能舉行室內競選活動，鼓勵候選人和選民對話，但大部分參選政黨都沒有這樣做，即使有舉辦也因為選民不熟悉這種競選方式而乏人問津。另外，國際選舉制度基金會在2003年12月至2004年3月期間進行了一次追蹤調查，結果發現並不是所有選民都聽說過地方代表理事會，知道其選舉辦法的就更少。
| 3月11日－4月1日 | 競選期                 |
| 4月2日－4日     | 冷靜期                 |
| 4月5日          | 選舉日（全國公眾假期） |
| 4月21日－30日   | 公布選舉結果           |

各政黨共提名了47.5萬名候選人，競逐國會、地方代表理事會、省議會和縣／市議會的議席，其中國會議員候選人有7756人，地方代表理事會議員候選人則超過1200人。本次選舉採用開放式名單比例代表制選出國會和地方議會的議員，並使用不可轉移單票制選出地方代表理事會議員。

## 選舉結果

### 選舉日
選舉當天（4月5日），除了有兩名選務人員在巴布亞省運送選舉設備時被殺，全國各地就沒有發生重大的選舉事故。投票期間出現的輕微違規行為則包括選舉人員為選民（特別是長者）代為填寫和遞交選票等。澳洲國會和歐盟都派出了選舉觀察團，觀察本次選舉的流程。

### 結果總覽
經過一個月的點票過程，選舉委員會於5月5日公布選舉結果，比原定日期晚了一個星期。本次選舉中，合資格的選民人數為148,000,369人，最終有124,420,339名選民投票，投票率為84.06%，其中113,462,414人投下有效票，10,957,925人投下無效票。結果專業集團黨成為國會第一大黨，自1971年首次參選以來，該黨僅在1999年立法選舉被鬥爭派民主黨擊敗。然而，有14個參選政黨指控點票程序不合規範，並拒絕承認選舉結果。
政黨（聯盟）必須在本次選舉中獲得5%或以上的得票率，或在國會佔有3%或更多議席，方可提名候選人參加在同年年中舉行的首次總統直選（首輪投票7月5日舉行）。未符合要求的政黨需與其他政黨結盟，以符合提名資格。
2004年4月5日印尼人民代表會議選舉結果綜覽
| 政黨 | 得票        | %      | 席位 | %      | +/−    |
| --- | ----------- | ------ | ---- | ------ | ------ |
| 專業集團黨（Partai Golongan Karya，Golkar） | 24,480,757  | 21.58  | 128  | 23.27  | +8     |
| 印度尼西亞鬥爭派民主黨（Partai Demokrasi Indonesia Perjuangan，PDI–P） | 21,026,629  | 18.53  | 109  | 19.82  | −44    |
| 民族觉醒党（Partai Kebangkitan Bangsa，PKB） | 11,989,564  | 10.57  | 52   | 9.45   | +1     |
| 建設統一黨（Partai Persatuan Pembangunan, PPP） | 9,248,764   | 8.15   | 58   | 10.55  | ±0     |
| 民主黨（Partai Demokrat，PD） | 8,455,225   | 7.45   | (55) | 10.00  | 不適用 |
| 繁榮公正黨（Partai Keadilan Sejahtera，PKS） | 8,325,020   | 7.34   | 45   | 8.18   | +38    |
| 國民使命黨（Partai Amanat Nasional，PAN） | 7,303,324   | 6.44   | (53) | 9.64   | +19    |
| 星月黨（Partai Bulan Bintang，PBB） | 2,970,487   | 2.62   | 11   | 2.00   | −2     |
| 改革之星黨（Partai Bintang Reformasi，PBR） | 2,764,998   | 2.44   | (14) | 2.55   | 不適用 |
| 和平福利黨（Partai Damai Sejahtera，PDS） | 2,414,254   | 2.13   | (13) | 2.36   | 不適用 |
| 關懷民族從業黨（Partai Karya Peduli Bangsa，PKPB） | 2,399,290   | 2.11   | 2    | 0.36   | 不適用 |
| 印尼公正團結黨（Partai Keadilan dan Persatuan Indonesia，PKPI） | 1,424,240   | 1.26   | 1    | 0.18   | −3     |
| 民族民主團結黨（Partai Persatuan Demokrasi Kebangsaan，PPDK） | 1,313,654   | 1.16   | (4)  | 0.73   | 不適用 |
| 獨立雄牛民族黨（Partai Nasional Banteng Kemerdekaan，PNBK） | 1,230,455   | 1.08   | (0)  | 0.00   | 不適用 |
| 潘查希拉愛國黨（Partai Patriot Pancasila） | 1,073,139   | 0.95   | 0    | 0.00   | 不適用 |
| 平民主義印度尼西亞民族黨（Partai Nasional Indonesia Marhaenisme，PNI Marhaenisme） | 923,159     | 0.81   | 1    | 0.18   | +1     |
| 印尼伊斯蘭教士團結黨（Partai Persatuan Nahdlatul Ummah Indonesia，PPNUI） | 895,610     | 0.79   | 0    | 0.00   | −5     |
| 先鋒黨（Partai Pelopor，PP） | 878,932     | 0.77   | (3)  | 0.55   | 不適用 |
| 印尼伸張民主黨（Partai Penegak Demokrasi Indonesia，PPDI） | 855,811     | 0.75   | 1    | 0.18   | −1     |
| 獨立黨（Partai Merdeka） | 842,541     | 0.74   | 0    | 0.00   | 不適用 |
| 印度尼西亞聯盟黨（Partai Sarikat Indonesia，PSI） | 679,296     | 0.60   | 0    | 0.00   | 不適用 |
| 新印尼協和黨（Partai Perhimpunan Indonesia Baru，PPIB） | 672,952     | 0.59   | 0    | 0.00   | 不適用 |
| 地方團結黨（Partai Persatuan Daerah，PPD） | 657,916     | 0.58   | 0    | 0.00   | 不適用 |
| 社會民主工人黨（Partai Buruh Sosial Demokrat，PBSD） | 636,397     | 0.56   | 0    | 0.00   | 不適用 |
| 總計 | 113,462,414 | 100.00 | 550  | 100.00 | +88    |
| 來源：Ananta, Arifin & Suryadinata 2005，第22頁 註：上表列出的是最終的議席分配結果。印尼憲法法院解決與選舉結果有關的爭議以後，部分政黨贏得議席的數目有所變更，這種數據在上表中會以括號標示。 議席數目變動一欄只列出往屆立法選舉參選政黨（包括曾經改名的政黨）的相關數據。 |             |        |      |        |        |

### 議席分配
為了實現比例代表制，印尼國會議席會以最大餘額法分配，並以黑爾數額決定哪些政黨可以自動贏得議席。如果某個選區尚有空餘議席，議席則按照各政黨選票餘額的多寡次序而分配。
印尼憲法法院總共接獲273宗有關選舉的投訴，而憲法法院則在6月21日對最後一宗投訴案宣判。在這些案件當中，有38宗投訴案件的裁決影響到國會、省議會、縣議會議席的分配。民主黨因此喪失了兩個議席，而這兩個議席則由國民使命黨和和平福利黨各自分得。民族民主統一黨要把其中一個國會議席讓給先鋒黨，而中央選舉委員會分配給獨立雄牛國民黨的唯一一個議席也需要重新分配，該議席最終由改革之星黨贏得。
所有爭議解決後，有16個參選政黨成功贏得至少一個國會議席，而另外8個政黨則未能贏得議席。當局實行了一條特殊的議席分配法則，以應對爪哇島和其他島嶼人口分佈不均的問題，政黨贏得票數和贏得議席的多寡次序不相稱的情況便因此出現。按照這條法則，由於爪哇人口較多，所以爪哇各省的黑爾數額平均高於離島的黑爾數額。因此，一個政黨在爪哇島外贏得議席所需的選票比在爪哇贏得議席所需的選票少。例如民族覺醒黨贏得的票數多於國民使命黨，但是兩黨贏得的議席數目幾乎一樣。民族覺醒黨在國會內贏得的大多數議席都是在傳統票倉東爪哇省贏得的，而當地的黑爾數額比較高。該黨過半數的國會議席都是以完整數額取得的議席。相比之下，國民正義黨只擁有四個以完整數額取得的議席，而其餘議席則是借助較多的票數餘額而贏得。

### 選情分析

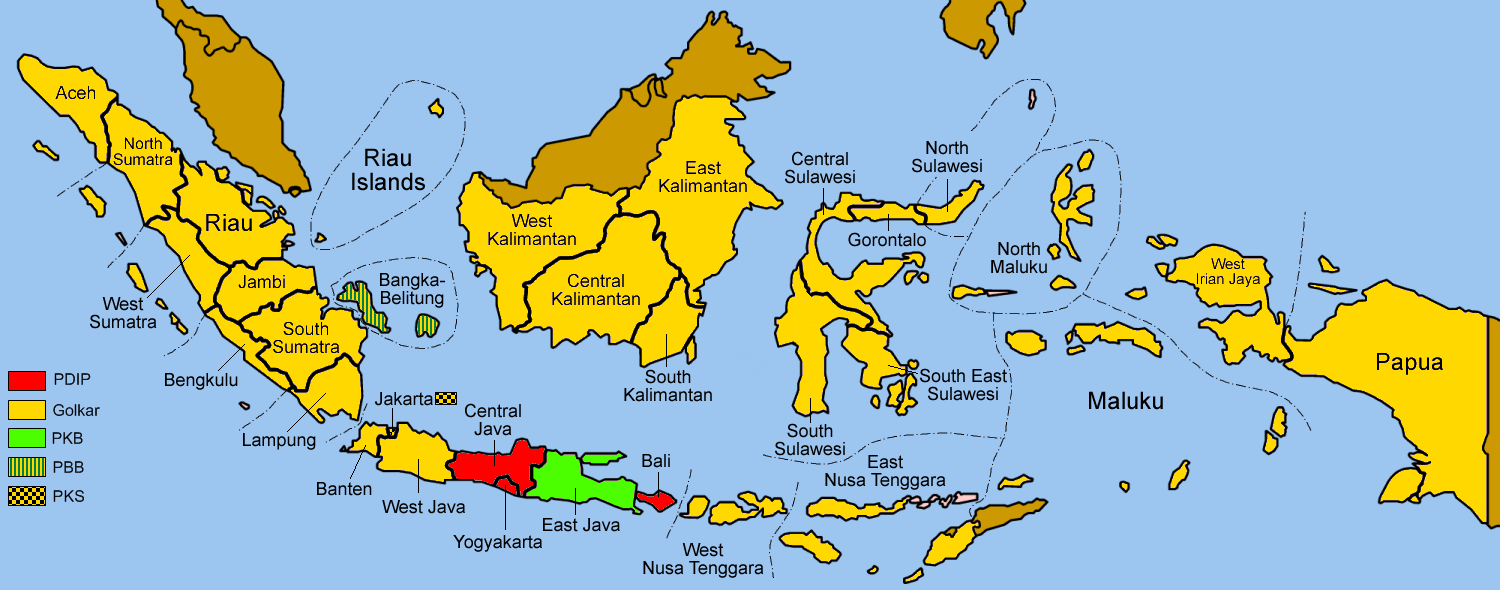
上列地圖標示了印尼各省份得票率最高的政黨

選舉結果顯示，曾在新秩序時期執政，由國會議長阿克峇爾·丹戎率領的專業集團黨贏得的議席最多，並擊敗由梅加瓦蒂總統領導的鬥爭派民主黨。專業集團黨在全國32個省份中的26個省份成為得票率最高的政黨。然而，之所以會出現這樣的結果，是因為鬥爭派民主黨的支持度下滑，而不是因為專業集團黨的支持度上升。在專業集團黨的傳統票倉蘇拉威西島，由於受到當地中小型政黨選情的影響，該黨的得票率反而下跌。雖然鬥爭派民主黨在這次選舉中再次成為峇里省得票率最高的政黨，該黨在當地的得票率卻比以往更低，因為由恐怖組織回教祈禱團發動的2002年峇里島爆炸案令該省經濟遭到重創。
被認為是回教政黨的民族觉醒党和建設統一黨藉着這次大選成功維持各自在國會中的地位。由印尼前總統、伊斯兰教士联合会前主席等阿卜杜拉赫曼·瓦希德等人創辦的民族覺醒黨在傳統票倉東爪哇省的得票率雖然下跌，不過該黨在當地的選舉表現仍然不俗。
在大選中，印尼首都雅加達的投票趨勢被認為是「印尼政治的晴雨表」。在這次選舉中，當地得票率最高的政黨是回教繁榮公正黨，而民主黨則是當地得票率第二高的政黨。兩黨在雅加達合共贏得42.5%的選票。
大選投票趨勢因宗教因素而變得兩極分化的現象顯然在東部各省出現。在基督教徒人數居多的北蘇拉威西省，基督教政黨和平福利黨贏得14.8%的選票，並贏得13個國會議席。而在歷來宗教衝突情況普遍的地區，穆斯林則傾向投票給繁榮公正黨。

## 後續影響
2004年印尼立法選舉是印尼史上最為複雜的立法選舉，因為印尼人民要在這次選舉中選出國會、省議會和縣議會的議員。這些因素令印尼的選舉制度顯得獨一無二，與世上其他選舉制度相異。這次選舉被形容為民主政治史上為時最久和最為複雜的選舉，印尼身為全球第三大民主國家的地位也因此而得以鞏固。即使在選舉舉行之前，印尼國內也有新聞傳媒形容該國國會議席分配機制的「複雜程度冠絕全球」。
當地共有7個政黨符合提名總統選舉候選人的資格，包括專業集團黨、鬥爭派民主黨、民族覺醒黨、建設統一黨、民主黨、繁榮公正黨和國民使命黨。和另外六個政黨不同的是，繁榮公正黨沒有提名總統選舉候選人，並轉而支持國民使命黨。
當年10月1日，國會和地方代表理事會各自舉行會議，而當選的國會議員和地方代表則在會議上宣誓就職；他們的就職日期比原定日期遲了一天。翌日早上，國會和地方代表理事會舉行聯席大會，而兩院議員則在大會上宣誓就任人協議員。當天，128名地方代表選出地方代表理事會的首任主席，最終吉南查爾·卡爾塔沙斯米塔在決選中以72票擊敗伊爾曼·古斯曼，勝出選舉。一天後，專業集團黨的阿貢·拉克梭諾以280票擊敗獲得257票的對手，當選國會議長。人協在數天後才選出議長：繁榮公正黨的希達雅特·努爾·瓦希德以326票勝過取得324票、來自鬥爭派民主黨的蘇集托（Sutjipto），成為人協主席。

## 腳註
1. 1 2  Ananta, Arifin & Suryadinata 2005，第4–5頁
2. 1 2  na Thalang 2004，第25–26頁
3. ↑  Ananta, Arifin & Suryadinata 2005，第19頁
4. ↑  Sissener 2004，第1頁
5. 1 2  Ananta, Arifin & Suryadinata 2005，第70頁
6. 1 2  Ananta, Arifin & Suryadinata 2005，第28–9頁
7. ↑  Ananta, Arifin & Suryadinata 2005，第27頁
8. ↑  Ananta, Arifin & Suryadinata 2005，第40頁
9. ↑  Ananta, Arifin & Suryadinata 2005，第43–4頁
10. ↑  Ananta, Arifin & Suryadinata 2005，第46–7頁
11. ↑  Ananta, Arifin & Suryadinata 2005，第48–52頁
12. ↑  Ananta, Arifin & Suryadinata 2005，第58頁
13. ↑  Ananta, Arifin & Suryadinata 2005，第60–1頁
14. ↑  Ananta, Arifin & Suryadinata 2005，第15頁
15. ↑  Shimizu & Hazri 2004，第14頁
16. ↑  Ananta, Arifin & Suryadinata 2005，第33頁

### 網站
1. 1 2  Dillon, Paul. . USA Today. 2004-07-01  [2009-06-09]. （原始内容存档于2004-07-02）.
2. 1 2  . Freedom House. 2004-12-20  [2009-06-09]. （原始内容存档于2012-10-08）.
3. ↑  Langit, Richel. . Asia Times Online. 2002-08-16  [2009-06-09]. （原始内容存档于2016-10-21）.
4. ↑  Aglionby, John. . The Guardian. 2002-08-11  [2009-06-10]. （原始内容存档于2009-08-26）.
5. ↑  . Sekretariat Jenderal Kementerian Keuangan RI. 2003-07-31  [2009-06-07]. （原始内容存档于2014-03-08） （印度尼西亚语）.
6. ↑  Harijanti, Susi Dwi; Lindsey, Tim. . International Journal of Constitutional Law (New York University School of Law, Oxford University Press). 2006-01, 4 (1): 140  [2023-12-31]. ISSN 1474-2640. （原始内容存档于2023-12-31）.
7. ↑  Kurniawan, Moch. N.; Saraswati, Muninggar Sri. . The Jakarta Post. 2004-05-06  [2009-06-09]. （原始内容存档于2011-06-07）.
8. ↑  Taufiqurrahman, M. . The Jakarta Post. 2004-06-22  [2009-06-09]. （原始内容存档于2011-06-07）.
9. ↑  Nugraha, Budi. . Suara Merdeka. 2003-08-19  [2009-06-09]. （原始内容存档于2009-03-12） （印度尼西亚语）.
10. ↑  Pramono, Sidik. . Kompas. 2003-12-15  [2009-06-09]. （原始内容存档于2003-12-30） （印度尼西亚语）.
11. ↑  . Tempo（英语：Tempo (Indonesian magazine)）. 2004-07-01  [2009-06-09]. （原始内容存档于2011-09-27） （印度尼西亚语）.
12. ↑  . Komisi Pemilihan Umum.   [2009-06-09]. （原始内容存档于2011-09-27） （印度尼西亚语）.

### 文獻
- Ananta, Aris; Arifin, Evi Nurvidya & Suryadinata, Leo. . Singapore: Institute of Southeast Asian Studies. 2005. ISBN 978-981-230-322-6.
- . Jakarta: Kompas. 2004. ISBN 978-979-709-121-7 （印度尼西亚语）.
- Shimizu, Maiko & Hazri, Herizal.  (PDF). Bangkok: Asian Network for Free Elections. 2004  [2009-06-10]. （原始内容 (PDF)存档于2011-07-26）.
- Sissener, Tone.  (PDF). Norwegian Centre for Human Rights. 2004  [2009-06-09]. ISBN 978-82-90851-80-9.[]
- na Thalang, Chanintira. . Electoral Studies. 2005-06, 24 (2). doi:10.1016/j.electstud.2004.10.006.
- (PDF). Carter Center. 2005  [2009-06-11]. （原始内容存档 (PDF)于2007-06-14）.

## 外部連結
- 印尼選舉委員會 （印尼文）
- EconPapers: The Political Robustness in Indonesia（页面存档备份，存于）
- Psephos – Adam Carr's Election Archive: Republic of Indonesia 2004 legislative election（页面存档备份，存于）